# Гойла
Гойла (рум. Goila) — село у повіті Біхор в Румунії. Входить до складу комуни Кебешть.
Село розташоване на відстані 390 км на північний захід від Бухареста, 46 км на південний схід від Ораді, 95 км на захід від Клуж-Напоки, 141 км на північний схід від Тімішоари.

## Населення
За даними перепису населення 2002 року у селі проживали 203 особи, усі — румуни. Усі жителі села рідною мовою назвали румунську.